# 由1967開始
《由1967開始》（英語：That Was Then）是香港電視廣播有限公司製作的資訊節目，翡翠台首播，共13集，為高清製作。
本節目以編年式回顧香港由1967年至1979年的昔日面貌，並與2009年比較，從而反映40年來香港在社會、民生、娛樂方面的變化。每集節目以當年的新聞片段及TVB製作的影片，再附上當年的報紙作為印證。節目由馬浚偉旁白，帶出香港當時的歷史面貌。然而由於材料版權問題（內含政府檔案處與香港歷史博物館提供的材料），本節目在myTV SUPER只提供部分集數網上重溫。

## 每集主題和內容
| 集數 | 播映日期       | 主題                   | 內容 |
| 01   | 2009年10月19日 | 《驚濤駭浪中的1967》   | 六七暴動、香港週、獅子山隧道通車、香港無綫電視開台，於海運大廈試播、渡海泳 |
| 02   | 2009年10月26日 | 《撫平傷痕的68、69》   | 香港節、香港流感、華富邨、「香港公主」李司棋 |
| 03   | 2009年11月2日  | 《茁壯成長的70、71》   | 六年免費教育、教育電視、廢除大清律例，確立一夫一妻制、保釣運動、芳芳的旋律、摔角熱潮：「君子」馬蘭奴、「迷魂鎖」李雲 |
| 04   | 2009年11月9日  | 《共創佳績的1972》     | 紅磡海底隧道通車、垃圾蟲、第一部採用彩色膠卷拍攝的電視劇《歧途》、無綫黑白台徽（今無綫彩色台徽）、香港公眾假期、地鐵興建、六一八雨災、無綫首次舉行馬拉松式籌款節目《慈善籌款賑災晚會》、雙星報喜、金庸創作小說 |
| 05   | 2009年11月16日 | 《失落的1973》         | 曹仁超憶述魚翅撈飯、蔡陳葆心談「濕濕碎」、香港天綫、1973年香港股災、李小龍逝世、工展會、香港節停辦、香港第一幢摩天大樓康樂大廈、「翡翠劇場」《煙雨濛濛》主題曲 |
| 06   | 2009年11月23日 | 《變幻莫測的1974》     | 石油危機、旺角寶生銀行劫案、跑馬地紙盒藏屍案、中環美利道停車場、消費者委員會成立、粵語流行曲、許冠傑、仙杜拉、廉政公署成立 |
| 07   | 2009年11月30日 | 《破舊立新的1975》     | 紅磡火車站啟用、尖沙咀火車站拆卸、英女皇訪港、家計會宣傳曲、佳藝電視開台、四朵金花 |
| 08   | 2009年12月7日  | 《1976邁向新里程》     | 秀茂坪山泥傾瀉、六合彩、徙置大廈、廉租屋、五元硬幣、香港主辦環球小姐、林青霞到香港發展、溫拿樂隊走紅、林鳳 (香港藝人)逝世 |
| 09   | 2009年12月14日 | 《走向大都會的1977》   | 制水、取消小學升中試、葛柏出獄、狂潮、跳灰歌曲、第一屆香港金唱片頒獎典禮 |
| 10   | 2009年12月21日 | 《1978的夢想之都》     | 越南船民、香港電車、停辦搶包山、過海隧道巴士收費、沙田馬場啟用、陳百強、陳美玲、蔡楓華、張偉文、杜德偉、周華健、的士高熱潮、麥德羅、林亞珍 |
| 11   | 2010年1月4日   | 《蓄勢待發的1979》     | 中國大陸改革開放、回鄉証、港穗直通車恢復、地鐵(觀塘線)通車、《網中人》女主角換人風波、楚留香／俠盜風流鬧雙胞 |
| 12   | 2010年1月11日  | 《消失的70年代》       | 香港會所大廈、連卡佛大廈（今置地廣場）、香港郵政總局（今環球大廈）、前水警總部（今1881 Heritage）、五仙硬幣、一分紙幣、瀝源邨、沙田舊墟、沙田畫舫、第一首電視劇主題曲《星河》 |
| 13   | 2010年1月18日  | 《新舊交織的七十年代》 | 香港慈善步行比賽、灣仔與建高樓大廈和填海、灣仔港灣徑行人路（今灣仔港灣徑行車的道路）、灣仔警署、尖沙咀火車站（今香港太空館、香港文化中心及香港藝術館）停止運作、九龍郵局拆卸、牙醫街（九龍城寨東頭村道又稱）、九龍城寨（今九龍寨城公園）、跑馬地山光道、香港馬房（今香港賽馬會山光道會所）、人力車（今人力車觀光巴士）、公仔書（香港漫畫又稱）、《跳飛機雙週刊》電視漫畫廣告、香港身份證、色情文化、電視撈飯、溫拿狂想曲、周潤發、鄭裕玲、兒童不宜觀看、呂良偉 |

## 環節
| 環節     | 內容                                    |
| 同場加映 | 第1至12集的一個環節，於每集播出後播放。 |
| 最後獻映 | 第13集的一個環節。                      |

## 收視
以下為本節目於翡翠台之收視點紀錄：
| 集數 | 日期           | 平均收視 |
| ---- | -------------- | -------- |
| 01   | 2009年10月19日 | 21點     |
| 02   | 2009年10月26日 | 23點     |
| 03   | 2009年11月2日  | 21點     |
| 04   | 2009年11月9日  | 21點     |
| 05   | 2009年11月16日 | 18點     |
| 06   | 2009年11月23日 | 19點     |
| 07   | 2009年11月30日 | 18點     |
| 08   | 2009年12月7日  | 18點     |
| 09   | 2009年12月14日 | 18點     |
| 10   | 2009年12月21日 | 19點     |
| 11   | 2010年1月4日   | 20點     |
| 12   | 2010年1月11日  | 22點     |
| 13   | 2010年1月18日  | ？點     |

## 獎項
| 頒獎典禮                      | 獲獎獎項             |
| ----------------------------- | -------------------- |
| 2009年度電視節目 欣賞指數調查 | 最佳電視節目第十九位 |
| 2010年度電視節目 欣賞指數調查 | 最佳電視節目第十九位 |

## 外部連結
- 無綫電視節目網頁 - 由1967開始 （页面存档备份，存于）

## 電視節目的變遷
| 香港無綫電視翡翠台 星期一 19:00-19:30 時段 | 香港無綫電視翡翠台 星期一 19:00-19:30 時段      | 香港無綫電視翡翠台 星期一 19:00-19:30 時段     |
| ------------------------------------------ | ----------------------------------------------- | ---------------------------------------------- |
|                                            | 由1967開始 (第1-10集) (2009.10.19 - 2009.12.21) |                                                |
| 我們的波叔 (2009.09.21 - 2009.10.12)       | 2009香港大事回顧（上） (2009.12.28)             |                                                |
| 2009香港大事回顧（上） (2009.12.28)        | 由1967開始 (第11-13集) (2010.01.04 -2010.01.18) | 歡聚世博全家都來賽 - 港澳區選拔賽 (2010.01.25) |